# Damar (Insel)
Damar (Indon.: Pulau Damer) ist eine der indonesischen Barat-Daya-Inseln (Südwestinseln) in der Bandasee.

## Geographie

### Übersicht

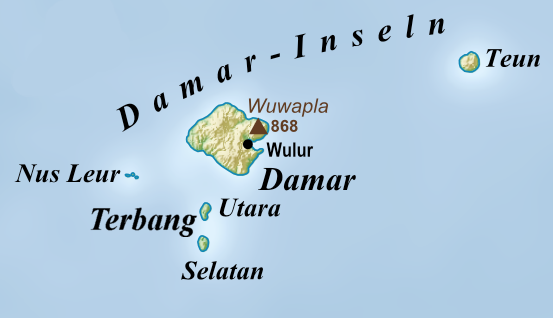
Die Damarinseln

Damar ist mit 194,47 km² die größte der Damarinseln mit dem Atoll Nus Leur im Westen, Terbang Utara und Terbang Selatan im Süden und Teun etwas weiter abseits im Osten. Zusammen bilden sie den Distrikt (Kecamatan) Damar, der zu dem Regierungsbezirk (Kabupaten) der Südwestmolukken gehört (Provinz Maluku). Hauptort des Distriktes ist Wulur an der Ostküste Damars in der Solatbucht. Westlich liegt Romang mit seinen vorgelagerten kleinen Inseln. Östlich von Teun liegt die Insel Nila. Die Inseln Romang, Damar, Teun und Nila sind Teil des inneren Bandabogens, einer Kette von Inseln vulkanischen Ursprungs.
Höchste Erhebung der Insel ist der Schichtvulkan Wurlali (Wuawpla) im Nordosten der Insel mit 868 m. Er brach das letzte Mal 1892 aus. 1993 gab es ein Erdbeben, Erdrutsche und Rauchentwicklung. 4000 Menschen wurden evakuiert. Am 23. Januar 2003 gab es ein Erdbeben mit einer Stärke von 6,1. Nahe dem Strand, südwestlich des Vulkans, treten heiße Quellen hervor. Hier findet sich auch Schwefel. Im Norden liegt außerdem der Pahwuwi mit 534 m und im Westen der Akrewhi mit 495 m. Drei Flüsse gibt es auf der Insel. An der Nordostküste mündet der Ajerkotta ins Meer, an der Nordwestküste der Awehnjo und an der Südwestküste der Aunjewnjo.

### Distrikt
Zum Distrikt Damer gehören die Inseln Damar, Nus Leur, Terbang Utara und Terbang Selatan, nicht aber das etwas abgelegene Teun, das zum Distrikt Teun Nila Serua (Regierungsbezirk Maluku Tengah).
Der Distrikt Damer (5.560 Einwohner 2010) teilt sich in die sieben Desa Wulur (1.497), Batumerah (687), Kuay Melu (288), Kumur (452), Bebar Timur (Ost-Bebar, 961), Ilih (541) und Kehli (1.134).

## Fauna und Flora

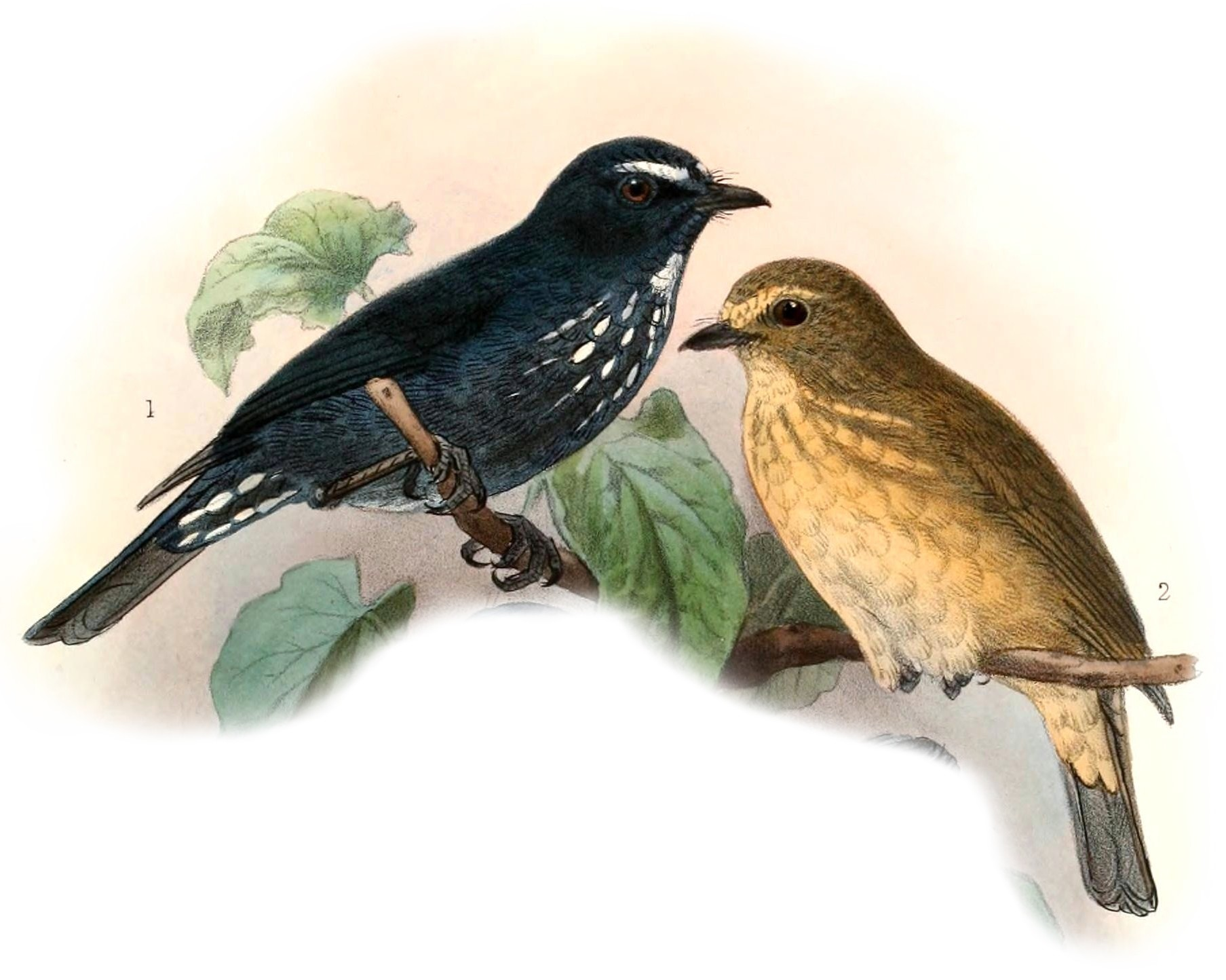
Männchen und Weibchen des Flecken-Grundschnäppers

Bis vor kurzem war die gesamte Insel dicht bewaldet. 13 der 38 seit dem 19. Jahrhundert bekannten heimischen Vogelarten auf Damar kommen nur in der Region vor und sind zumeist vom Wald als Lebensraum abhängig. Darunter der endemische Flecken-Grundschnäpper (Ficedula henrici). Von der Rostflankengerygone (Gerygone dorsalis kuehni) und dem Großraum-Dickkopfschnäpper (Pachycephala pectoralis dammeriana) gibt es auf Damar endemische Unterarten. Forschungen erfassten 2006 54 Vogelarten auf Damar und den Terbanginseln, 48 davon auf Damar. Fünf davon wurden erstmals auf der Inselgruppe wissenschaftlich registriert, 15 neu für die Insel Damar. Zusammen ergab dies eine Liste von 73 Vogelarten auf Damar und den Terbanginseln.
Im 18. Jahrhundert kamen auf Damar zahlreich Kletterbeutler (Kuskus), Leguane und Krokodile vor. Wilde Muskatnussbäume (Myristica fragans Varietät) und Rotangpalmen gediehen auf der Insel. Zuckerpalmen (Arenga pinnata), weiße und braune Sagopalmen (Metroxylon sagu in Sorten) sowie Kokospalmen (Cocos nucifera) wurden zur Gewinnung von Lebensmitteln genutzt. Den Saft aus dem Blütenstand der Zuckerpalme gewannen die Damaresen als Palmensaft (Saguwaar, Saguer, Sagero, Zachewehr, indischer Tuak, Legen) und versahen ihn mit Wurzeln der wilden Mangostane (Garcinia species) oder bestimmte Baumrinden (Xylocarpus species), um die Gärung zu Alkohol und Essig zu hemmen, so „bleibt das Getränck länger als ein halbes Jahr süß“.

## Einwohner
Damar ist die einzige bewohnte Insel der Damarinseln, nachdem die Menschen auf Teun zwischen 1979 und 1983 nach Seram zwangsumgesiedelt wurden. Auf Damar leben 5560 Menschen (2010) in sieben Dörfern (Desa): Wulur (1.497 Einwohner 2010), Batumerah (687), Kuay Melu (288), Kumur (452), Bebar Timur (Ost-Bebar, 961), Ilih (541) und Kehli (1.134).
Kulturell bilden die Einwohner Damars mit den anderen Ethnien der Südwestmolukken eine Gruppe. Die Damaresen sprechen Austronesische Sprachen. In sechs Dörfern spricht man Ost-Damar (Damar-Wulur, früher auch Damar-Kehli genannt). Sie ist nah verwandt mit Sprachen auf den Nachbarinseln Kisar, Leti, Moa, Sermata und Romang.
West-Damar (Damar-Batumerah) wird im Küstendorf Batumerah und nach neueren Forschungen auch im Dorf Kuay (Kwai) gesprochen. Beide Dörfer liegen im Nordwesten. Die Sprache hat einige Gemeinsamkeiten mit den anderen Sprachen der Region, auch im Vokabular. Diese sind aber geringer als zu erwarten ist. Vor allem die historische Phonetik weicht von allen Nachbarsprachen deutlich ab und bringt sie in eine Sonderstellung unter den Sprachen der Region.

## Geschichte
Die ersten Europäer in dieser Region waren portugiesische Seefahrer. Der Engländer Francis Drake ankerte bei seiner Weltumseglung im Februar/März 1580 längere Zeit vor Bebar, wo er freundlich empfangen wurde. Später wurden die Damarinseln Teil Niederländisch-Indiens.
1666 errichtete die Niederländische Ostindien-Kompanie auf Damar einen Militärstützpunkt, der dem Gouverneur von Banda unterstand. Dieser Stützpunkt bestand aus einem Korporal und sechs Soldaten. Die Engländer hatten zuvor versucht diese Insel einzunehmen, ähnlich wie Run, eine der Banda-Inseln. Die Insel war einem Ober-Orang-Kaya und verschiedenen Orang Kayas unterworfen.
Damar gehörte zur Republik Südmolukken, die 1950 von der christlichen Bevölkerung der umliegenden Inseln ausgerufen und 1955 von den Indonesiern erobert wurde.
Jahrelang befanden sich die Einwohner von Wulur mit jenen vom benachbarten Kehli im Streit um die Nutzungsrechte für die unbewohnten Terbanginseln und die umliegenden Gewässer. 1986 wurde gerichtlich entschieden, dass diese Wulur zustehen.

## Wirtschaft
Damar war ursprünglich der einzige Ort in den Südwestmolukken, wo Sago produziert wurde. Die Bevölkerung lebt vom Verkauf von Kokosnüssen, Gewürznelken, baut Bananen, Maniok, Chili, Tomaten und Papayas an und betreibt Fischfang.